# Nhà triết học

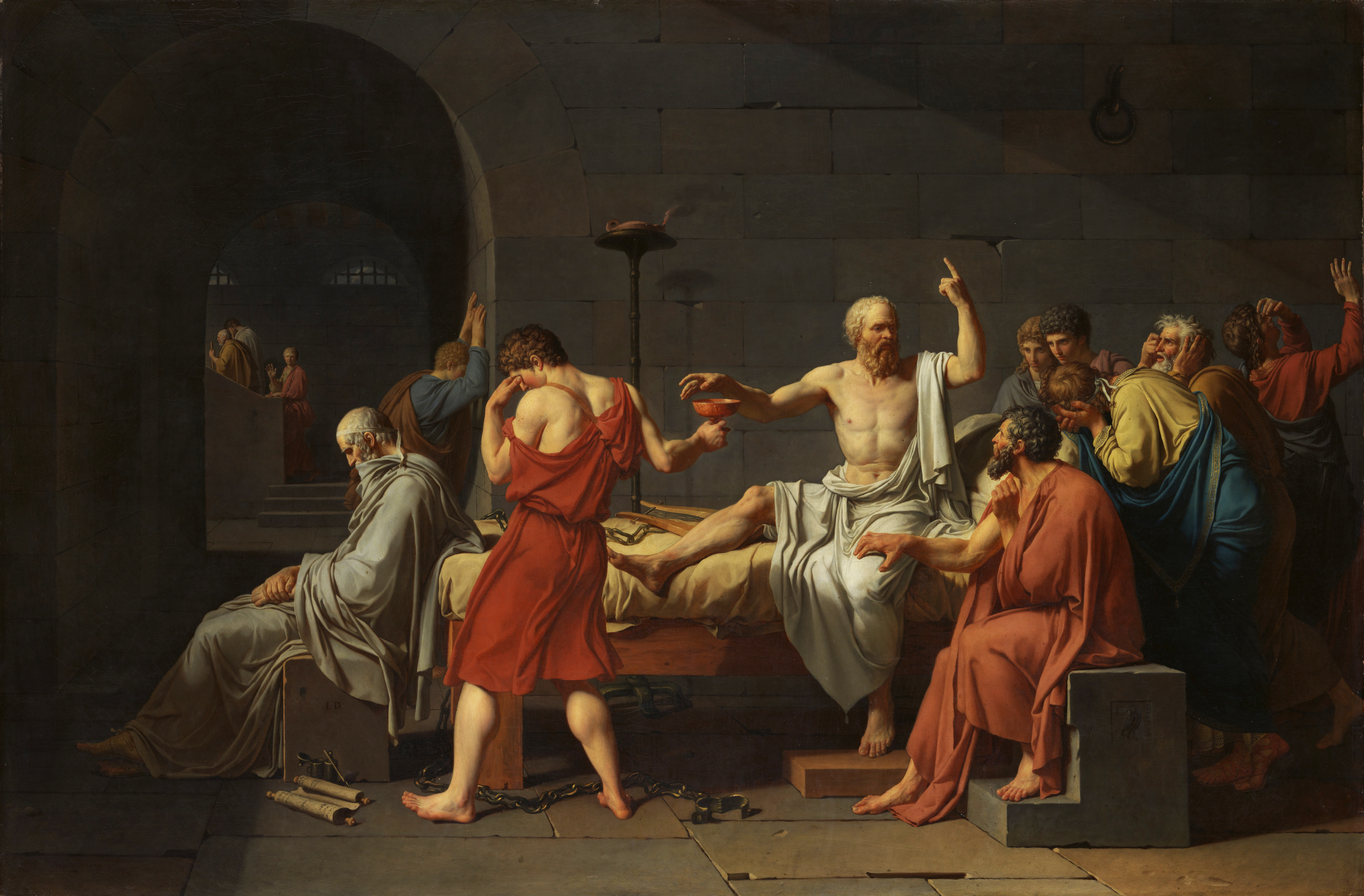
Triết gia Xôcrat chuẩn bị uống thuốc độc theo lệnh của tòa án. Họa phẩm của Jacques-Louis David, đặt tại Viện bảo tàng Mỹ thuật Metropolitan (Hoa Kỳ).

Nhà triết học, hay triết gia, là người nghiên cứu về triết học, có đóng góp cho sự phát triển của triết học. Theo lịch sử triết học và theo phân chia vùng, người ta phân chia thành các nhà triết học phương Đông và triết học phương Tây.

## Danh sách một số các triết gia nổi tiếng

### Phương Đông:
- Trung Hoa: Khổng Tử, Mạnh Tử, Lão Tử, Trang Tử
- Ấn Độ: Adi Shankara, Thích Ca Mâu Ni, Đại Anh Hùng

### Phương Tây:
- Hy Lạp: Aristotle, Platon, Pythagoras, Socrates
- Đức: Immanuel Kant, Karl Marx
- Nga: Vladimir Ilyich Lenin